# Elias Loomis
Elias Loomis (1811 – 1889) va ser un matemàtic estatunidenc.
Loomis va ser nomenat professor dematemàtiques a Western Reserve College a Hudson, Ohio. Des de 1844 a 1860 va ser professor de filosofia natural i matemàtiques a la Universitat de la ciutat de Nova York, i finalment de filosofia natural a Yale.
Va estudiar el fenomen de les aurores boreals, en concret la de l'any 1859, en termes de magnetisme i corrents elèctrics.